# Тейлор, Пол Шустер
Пол Шустер Тейлор (англ. Paul Schuster Taylor; 9 июня 1895, Су-Сити, Айова — 1984, Беркли, Калифорния) — американский экономист, специализировавшийся на проблемах сельского хозяйства; выпускник Университета Висконсина; защитил кандидатскую диссертацию в Калифорнийском университете в Беркли; профессор экономики в Беркли с 1922 до 1962 года; лейтенант Корпуса морской пехоты США в годы Первой мировой войны; второй муж фотографа Доротеи Ланж.

## Работы
- Paul Schuster Taylor (1983). On the Ground in the Thirties. Gibbs Smith, Publisher. ISBN 978-0-87905-142-6.
- California Farm Labor, 1937
- Dorothea Lange; Paul Schuster Taylor (1939). An American exodus: a record of human erosion. Reynal & Hitchcock. ISBN 978-2-85893-513-0.